# Награди „Оскар“ (9-а церемония)
Деветата церемония по връчване на филмовите награди „Оскар“ се провежда на 4 март 1937 година в хотел Билтмор, Лос Анджелис, Калифорния. На нея се връчват призове за най-добри постижения във филмовото изкуство за 1936 година. Водещ на церемонията е актьорът, певец и продуцент Джорджи Джесъл.
Това е първата церемония в която се въвеждат категориите за поддържащи мъжка и женска роли. Големите победители на вечерта са филмите Anthony Adverse с четири статуетки, Великият Зигфелд и Историята на Луи Пастьор с по три статуетки. Филмът Моят иконом Годфри е първият донесъл номинации едновременно във всичките четири актьорски категории, въпреки че не спечелва нито една от тях.

## Номинации и Награди
Долната таблица показва номинациите за наградите по категории. Победителите са изписани на първо място с удебелен шрифт.
| Най-добър филм | Най-добър режисьор |
| --- | --- |
| - Великият Зигфелд - Антъни Адверс - Додсуърт - Оклеветената дама - Господин Дийдс отива в града - Ромео и Жулиета - Сан Франциско - Историята на Луи Пастьор - Разказ за два града - Три умни момичета | - Франк Капра – Господин Дийдс отива в града - Грегъри Ла Кава – Моят иконом Годфри - Робърт З. Ленърд – Великият Зигфелд - Уилям Уайлър – Додсуърт - У.С. Ван Дайк – Сан Франциско                                                  |
| Най-добра мъжка роля | Най-добра женска роля |
| - Пол Муни – Историята на Луи Пастьор - Гари Купър – Господин Дийдс отива в града - Уолтър Хюстън – Додсуърт - Уилям Пауъл – Моят иконом Годфри - Спенсър Трейси – Сан Франциско | - Луис Рейнър – Великият Зигфелд - Айрин Дън – Theodora Goes Wild - Гладис Джордж – Доблестна е думата за Кари - Карол Ломбард – Моят иконом Годфри - Норма Шиърър – Ромео и Жулиета                                                 |
| Най-добра поддържаща мъжка роля | Най-добра поддържаща женска роля |
| - Уолтър Бренан – Ела и го вземи - Миша Ауер – Моят иконом Годфри - Стюърт Ъруин – Парадът на свинската кожа - Базил Ратбон – Ромео и Жулиета - Аким Тамиров – Генералът умря на разсъмване | - Гейл Сондергард – Антъни Адверс - Бюла Бонди – Великолепната уличница - Алис Брейди – Моят иконом Годфри - Бонита Гранвил – Тези тримата - Мария Успенская – Додсуърт                                                              |
| Най-добър сюжет | Най-добър адаптиран сценарий |
| - Историята на Луи Пастьор – Пиер Колингс и Шеридан Гибни - Ярост – Норман Кресна - Великият Зигфелд – Уилям Антъни Макгуайър - Сан Франциско – Робърт Хопкинс - Три умни момичета – Адел Командини | - Историята на Луи Пастьор – Пиер Колингс и Шеридан Гибни - След кльощавия – Франсис Гудрич и Албърт Хакет - Додсуърт – Сидни Хауърд - Господин Дийдс отива в града – Робърт Рискин - Моят иконом Годфри – Ерик Хатч и Морис Рискинд |
| Най-добра сценография | Най-добра кинематография |
| - Додсуърт – Ричард Дей - Антъни Адверс – Антон Грот - Великият Зигфелд – Седрик Гибънс, Еди Имазу и Едуин Б. Уилис - Лойдс от Лондон – Уилям С. Дарлинг - Великолепният грубиян – Албърт С. Дагостино и Джак Отерсън - Ромео и Жулиета – Седрик Гибънс, Фредерик Хоуп и Едуин Б. Уилис - Уинтърсет – Пери Фергюсън | - Антъни Адверс – Тони Гаудио - Генералът умря на разсъмване – Виктор Милнър - Великолепната уличница – Джордж Фолси |

## Филми с множество номинации
Долуизброените филми получават повече от 2 номинации в различните категории за настоящата церемония:
- 7 номинации: Anthony Adverse, Dodsworth, Великият Зигфелд
- 6 номинации: Моят иконом Годфри, Сан Франциско
- 5 номинации: Господин Дийдс отива в града
- 4 номинации: Ромео и Жулиета, Историята на Луи Пастьор
- 3 номинации: The Charge of the Light Brigade, The General Died at Dawn, Три умни момичета

## Почетни награди
- У. Хауърд Грийн (1895-1956) – оператор
- Харолд Росон (1895-1988) – оператор
- Маршът на времето (The March of Time) – кинопреглед